# Chile en los Juegos Olímpicos de Los Ángeles 1984
La participación de Chile en los Juegos Olímpicos de Los Ángeles 1984 celebrada en Los Ángeles, Estados Unidos, fue la decimoquinta actuación olímpica de ese país y la décima oficialmente organizada por el Comité Olímpico de Chile (COCh). La delegación chilena estuvo compuesta de 52 deportistas —50 hombres y 2 mujeres— que compitieron en 8 deportes. El abanderado fue Carlos Rossi. La delegación chilena volvió a participar luego de ausentarse en los Juegos Olímpicos de Moscú 1980.

## Atletismo
5000 metros varones
- Omar Aguilar
  - Preliminares — 13:51.53
  - Semifinales — 13:51.13 (→ no avanzó)

10.000 metros varones
- Omar Aguilar
  - Preliminares — 28:29.06 (→ no avanzó)

Maratón varones
- Alejandro Silva
  - Final — 2:29:53 (→ 57° lugar)

- Omar Aguilar
  - Final — no finalizó

3000m Steeplechase varones
- Emilio Ulloa
  - Preliminares — 8:29.71
  - Semifinales — 8:28.99 (→ no avanzó)

Lanzamiento de bala varones
- Gert Weil
  - Ronda clasificatoria — 19,94 m
  - Semifinales — 18,69 m (→ 10° lugar)

800 metros damas
- Alejandra Ramos
  - Heat — 2:05.773 (→ no avanzó)

1500 metros damas
- Alejandra Ramos
  - Heat — 4:22.03 (→ no avanzó)

3000 metros damas
- Monica Regonesi
  - Heat — no finalizó

Maratón damas
- Monica Regonesi
  - Final — 2:44:44 (→ 32° lugar)

## Ciclismo
Siete ciclistas representaron a Chile en 1984.
Carrera individual
- Manuel Aravena — no finalizó
- Roberto Muñoz — no finalizó

Esprint
- José Antonio Urquijo

1000m time trial
- Miguel Droguett

Persecución individual - Varones
- Fernando Vera
- Eduardo Cuevas

Persecución por equipos - Varones
- Lino Aquea
- Eduardo Cuevas
- Miguel Droguett
- Fernando Vera

Carrera por puntos
- Miguel Droguett
- Roberto Muñoz

## Fútbol
Competencia Masculina:
- Ronda preliminar (Grupo A)

| Grupo A, 1ª Fecha; 29 de julio de 1984 | Noruega | 0:0     | Chile | Harvard Stadium, Boston                                 |                                                         |
| 19:30 (EDT)                            |         | Reporte |       | Asistencia: 25 000 espectadores Árbitro(s): David Socha | Asistencia: 25 000 espectadores Árbitro(s): David Socha |

| Grupo A, 2ª Fecha; 31 de julio de 1984 | Chile     | 1:0 (0:0) | Catar | Navy–Marine Corps Stadium, Annapolis                           |                                                                |
| 19:00 (EDT)                            | Baeza 52' | Reporte   |       | Asistencia: 14 508 espectadores Árbitro(s): Luis Paulino Siles | Asistencia: 14 508 espectadores Árbitro(s): Luis Paulino Siles |

| Grupo A, 3ª Fecha; 2 de agosto de 1984 | Chile     | 1:1 (1:0) | Francia     | Navy–Marine Corps Stadium, Annapolis                   |                                                        |
| 19:00 (EDT)                            | Santis 5' | Reporte   | Lemoult 50' | Asistencia: 28 114 espectadores Árbitro(s): Jan Keizer | Asistencia: 28 114 espectadores Árbitro(s): Jan Keizer |

- Cuartos de final

| Cuartos de final; 5 de agosto de 1984 | Italia             | 0:0 (1:0 t. s.) | Chile | Stanford Stadium, Palo Alto                                |                                                            |
| 15:00 (PDT)                           | Vignola 95' (pen.) | Reporte         |       | Asistencia: 67 349 espectadores Árbitro(s): Brian McGinlay | Asistencia: 67 349 espectadores Árbitro(s): Brian McGinlay |

- Equipo:
  - ( 1.) Eduardo Fournier
  - ( 2.) Daniel Ahumada
  - ( 3.) Luis Mosquera
  - ( 4.) Álex Martínez
  - ( 5.) Leonel Contreras
  - ( 6.) Alejandro Hisis
  - ( 7.) Alfredo Nuñez
  - ( 8.) Jaime Vera
  - ( 9.) Fernando Santis
  - (10.) Sergio Marchant
  - (11.) Juvenal Olmos
  - (12.) Patricio Toledo
  - (13.) Luis Pérez
  - (14.) Sergio Pacheco
  - (15.) Carlos Ramos
  - (16.) Jaime Baeza
  - (17.) Marco Antonio Figueroa
- Entrenador: Pedro Morales Torres

## Judo
Peso mediano varones
- Eduardo Novoa